# 黑指波纹蟹
黑指波纹蟹（学名：Cymo melanodactylus）为扇蟹科波纹蟹属的动物。分布于日本、萨摩亚群岛、土阿莫土群岛、社会群岛、斐济群岛、加里曼丹、澳大利亚、安达曼群岛、斯里兰卡、红海以及中国大陆的西沙群岛、广东等地，生活环境为海水，常栖息于珊瑚礁丛中。